# Sipyloidea gracilipes
Sipyloidea gracilipes är en insektsart som först beskrevs av Sjostedt 1918.  Sipyloidea gracilipes ingår i släktet Sipyloidea och familjen Diapheromeridae. Inga underarter finns listade i Catalogue of Life.